# Theodorik de Oudere
Theodorik de Oudere (gestorven 481), ook wel genoemd Theodorik Strabo, 'de Schele', was een koning van de Ostrogoten. Hij staat bekend als de Oudere ter onderscheiding van de Ostrogotische heerser Theodorik de Grote die in dezelfde tijd koning was over een ander deel van de Ostrogoten.

## Geschiedenis
Theodorik de Oudere, zoon van Triarius, volgde in 473 Valamir op als koning van de Ostrogoten in Pannonië. Al spoedig verbrak hij het bondgenootschap met het Oost-Romeinse Rijk en trok op met een leger naar de hoofdstad Constantinopel. De Oost-Romeinse keizer Leo II verleende hem de titel koning van de Goten. Toen Theodorik na de dood van Leo II de aanspraken van Basilius steunde, werd hem de titel afgenomen ten voordele van zijn rivaal Theodorik de Grote, die keizer Zeno in 476 steunde. Tevergeefs probeerde Theodorik in 481 Constantinopel in te nemen. Hij stierf nog datzelfde jaar na een val van een paard. Niet veel later erkende zijn volk Theodorik de Grote als koning.